# Rob van Schaik (1906-1982)
Robertus Hendricus (Rob) van Schaik (Zelzate, 27 oktober 1906 – Soerendonk, 7 februari 1982) was een Nederlands burgemeester.
Hij werd geboren in de Belgische plaats Zelzate waar zijn vader handelde in koffie. Hij ging in Brussel naar de middelbare school en was vanaf 1930 werkzaam bij de gemeentesecretarie van Heeswijk en later Nistelrode. In 1933 werd hij volontair bij de gemeentesecretarie van Oirschot en in september 1936 volgde zijn benoeming tot burgemeester van Maarheeze. In 1969 had hij geregeld dat twee scholen in Maarheeze een kleurentelevisie van Philips in bruikleen zouden krijgen waarop in de gemeenteraad een motie van wantrouwen tegen hem werd aangekondigd. In december 1969 (nog geen twee jaar voor hij met pensioen zou gaan) besloot hij daarop, nog voor de motie in stemming werd gebracht, ontslag aan te vragen waarop de motie werd ingetrokken. Van Schaik overleed begin 1982 op 75-jarige leeftijd. Zijn zoon Rob van Schaik (*1939) is ook burgemeester geweest.